# Филипп (ландграф Гессен-Гомбурга)
Филипп Август Фридрих Гессен-Гомбургский (нем. Philipp August Friedrich von Hessen-Homburg; 11 марта 1779, Гомбург — 15 декабря 1846, Гомбург) — ландграф Гессен-Гомбургский с 1839 года, фельдмаршал австрийской императорской армии.

## Биография
Филипп — третий сын ландграфа Фридриха V и его супруги Каролины Гессен-Дармштадтской, дочери ландграфа Людвига IX Гессен-Дармштадтского и Генриетты Каролины Пфальц-Цвейбрюккенской, «великой ландграфини».
В 1794 году в звании капитана он поступил на службу в размещавшуюся в Нидерландах гессен-дармштадтскую бригаду и попал в плен к французам. Его выкупили спустя 10 месяцев плена.
В 1796 году Филипп поступил на службу в австрийскую армию и принимал участие в военных действиях 1798—1800 годов.
После Люневильского мира он служил в Лемберге. В 1805 году он получил звание подполковника, а затем полковника и командовал вторым пехотным полком эрцгерцога Фердинанда.
Под началом эрцгерцога Карла он участвовал в бою под Кальдьеро, а в 1809 году — в битвах под Лансгутом и Экмюлем. За свои выдающиеся заслуги в битве под Асперном он был возведён в звание генерал-майора прямо на поле битвы. В Ваграмском сражении Филипп получил ранение и был награждён военным орденом Марии Терезии 3-й степени. Его перевели в Вену, где его бригада состояла в корпусе князя Шварценберга.
В 1813 году Филиппу было присвоено звание фельдмаршал-лейтенанта, он участвовал в битвах при Дрездене, под Кульме, Гросберене и Линденау.
Спустя некоторое время он был назначен губернатором великого герцогства Франкфурт и княжества Изенбург и в этом качестве в феврале 1814 года возглавлял 6-й корпус немецкой армии, с которым 22 марта вошёл в Лион.
В 1818 и 1820 годах Филипп с дипломатическими миссиями побывал в России и Англии, в 1821 году участвовал в Рисорджименто в качестве командира австрийской дивизии вошёл в Неаполь и был назначен его губернатором. В 1825 году Филипп получил звание фельдцейхмейстера, а незадолго до своей смерти 28 ноября 1846 года — фельдмаршала австрийской императорской армии, высший военный чин, которым когда-либо удостаивался член ландграфского дома.
В 1829 году принц Филипп оказался кандидатом на греческий королевский трон. Предложение англичан было поддержано Россией, но отвергнуто Францией. В Лондонском протоколе от 3 февраля 1830 года державы пришли к согласию только по кандидатуре принца Оттона Баварского, взошедшего на греческий трон в 1832 году.
В 1838 году Филипп заключил морганатический брак с Розалией Антонией, баронессой Шиммельпфенниг фон дер Ойе, урождённой Поточниг (или Поточнигг). Курфюрст Гессена Вильгельм II возвёл её в звание графини Наумбургской (по названию дворца Наумбург в современном Ниддерау), но семья Филиппа не приняла графиню. Брак остался бездетным.
После смерти брата Людвига Филипп стал правителем Гессен-Гомбурга. В 1840 году он был назначен губернатором крепости Майнц, за него ландграфством управлял его брат Густав.
Филипп пережил свою супругу на полтора года, они оба похоронены в усыпальнице Гомбургского дворца.

## Награды
- Военный орден Марии Терезии, рыцарский крест (Австрийская империя, 1809)
- Орден Золотого льва (14 октября 1809, ландграфство Гессен-Кассель)[3]
- Орден Красного орла (1 января 1810, королевство Пруссия)[4]
- Орден Чёрного орла (1 апреля 1839, королевство Пруссия)[5]
- Королевский венгерский орден Святого Стефана, большой крест (Австрийская империя)
- Орден Вюртембергской короны, большой крест (Королевство Вюртемберг)
- Орден «За военные заслуги», командор (Королевство Вюртемберг)
- Королевский Гвельфский орден, большой крест (Королевство Ганновер)
- Орден Людвига, большой крест (Великое герцогство Гессен)
- Орден Святого Фердинанда и Заслуг, большой крест (Королевство обеих Сицилий)
- Орден Святого Георгия и Воссоединения, большой крест (Королевство обеих Сицилий)
- Орден Святого Александра Невского (Российская империя, 13.03.1814)
- Орден Святого Георгия 4-й степени (Российская империя, 03.08.1814)
- Орден Святого апостола Андрея Первозванного (Российская империя, 25.09.1818)
- Орден Святой Анны 1-й степени (Российская империя, 11.09.1818)
- Орден Белого орла (Российская империя (Царство Польское), 12.05.1829)
- Орден Белого сокола, большой крест (Великое герцогство Саксен-Веймар-Эйзенах)